# Эскадренные миноносцы проекта 57-бис
Эскадренные миноносцы проекта 57-бис типа «Гневный», код НАТО — «Krupny» — в дальнейшем модернизированные ЭМ проекта 57-А — код НАТО — «Kanin» — тип эскадренных миноносцев, строившихся для Советского Военно-Морского Флота в 1950-х годах. Изначальные проекты 57 и 57-Б были разработаны специально под противокорабельный ракетный комплекс (ПКРК) КСЩ. Проект 57-А представлял собой модернизацию неэффективного ПКР вооружения и переклассификацию в Большие противолодочные корабли (БПК).
Всего по проекту 57-бис было заложено и построено 9 кораблей, однако всего восемь из них прошли модернизацию (девятый был законсервирован через два года сразу после спуска на воду и переформирован в энергетическое судно).

## Проект 57
Противокорабельная ракета класса «земля—земля» — «Щука» (КСЩ) (код НАТО — SS-N-1 Scrubbe), разработанная в конце 40-х годов XX века в СССР, изначально предназначалась для запуска с самолетов и береговых пусковых установок. Однако, было принято решение использовать её и на флоте. Первым проектом такого вооружения стал проект эскадренных миноносцев 56 (типа «Бедовый»). Изначально была поставлена задача разместить на борту эсминца сразу две пусковые установки КСЩ, однако уже на начальном этапе проработок (экспериментальный проект 56-ЭМ) стало ясно, что в неизменённом корпусе проекта 56 этого сделать не получится. Поэтому параллельно с постройкой эсминцев проекта 56-М, согласно решению Министерства Судопроектирования (МСП) и Главкома ВМФ от 26 июля 1955 года, началось проектирование нового корабля с двумя комплексами КСЩ под номером проекта 57 в корпусе корабля проекта 56.
23 января 1956 года Центральным Конструкторским бюро МСП (ЦКБ-53) был представлен технический проект 57 с двумя пусковыми установками СМ-59 и 19 реактивными снарядами КСЩ.
Так как при рассмотрении проекта оказалось, что мореходные качества эсминца проекта 57 невысоки: максимальная скорость уменьшилась и для устойчивости было необходимо принять 250 тонн балласта, было решено кардинально переделать этот проект в проект 57-Б (он же проект 57-бис).

## Проект 57-Б (57-бис)
Разработка технического проекта под номером 57-бис была завершена к 30 декабря 1956 года. Корабль предназначался в основном для уничтожения надводных кораблей (линкоров, крейсеров, эсминцев и крупных транспортов) и береговых объектов (при помощи комплекса КСЩ) противника.
Принцип расположения боевых постов, вооружения, машинно-котельной установки, жилых и служебных помещений был практически полностью взят с проекта 56.

### Энергетическая установка
Основным отличием от проекта 56 стало наличие в машинно-котельных отделениях герметичных кабин с постами постоянного дистанционного управления.
Так же электроэнергетическая система была впервые выполнена на напряжение 380 В, что позволило  повысить мощность дизель-генераторов с 200 до 300 кВт.

### Корпус
Благодаря возросшему водоизмещению и изменению местоположения надстроек, условия жизни рядового и старшинского состава были улучшены. Так же, в отличие от проекта 56, где надстройки и перекрытия были выполнены алюминиево—магниевого сплава АМг, на кораблях проекта 57 была использована сталь.

### Вооружение
В качестве главного оружия на корабле выступал ракетный комплекс КСЩ с двумя пусковыми установками СМ-59-1А в носовой и кормовой оконечностях. Основная система управления ПУС (на проекте 57-бис использовались ПУС «Тополь») обеспечивала залповую стрельбу обеими пусковыми установками по одной морской или береговой цели, либо раздельную стрельбу по двум различным целям. Интервалы между пусками ракет в залпе составляли 5-15 секунд.
Так же как и в проекте 56, размещение автоматов (четыре счетверённые 57-мм автомата ЗИФ-75 с двумя РЛС управления огнём «Фут-Б»), было по ромбической схеме. В качестве резервной системы управления огнём артиллерии на носовой надстройке устанавливался командно-дальномерный пост СВП-42-50 (без РЛС). Торпедное вооружение проекта 57-бис было усилено за счёт установки трёхтрубных торпедных аппаратов вместо двухтрубных. Реактивно-бомбовое вооружение сохранилось таким же как и на проекте 56-М (две РБУ-2500), однако сами установки были передвинуты в корму за носовую пусковую установку СМ-59-1А и размещены побортно.
В кормовой части корабля была размещена и оборудована взлётно-посадочная площадка для вертолёта Ка-15. Запас топлива позволял совершить до пяти вылетов. Кроме того, для лётного и технического состава имелись соответствующие жилые помещения. Поэтому, корабли проекта 57-бис был первыми отечественными кораблями со штатным вертолётным вооружением.
- Артиллерийские комплексы
  - Четыре четырёхствольных 57-мм автомата ЗИФ-75 с РЛС управления огнём «Фут-Б»;
- Торпедно-минное вооружение
  - Два трёхтрубных 533-мм торпедных аппарата (ТА) ПТА-53-57;
- Противолодочное вооружение
  - Две пусковые установки СМ-59-1А (12—16 ракет КСЩ) с системой ПУС «Тополь» (так же имелась резервная система «Кедр», для решения задач стрельбы по морским целям в условиях прямой радиолокационной видимости);
  - Два реактивных бомбомёта РБУ-2500 «Смерч» (под РГБ-25 снаряд, 128 штук);
- Радиолокационное вооружение
  - Боевая информационно-управляющая система (БИУС) «Планшет-57»;
  - РЛС обнаружения надводных целей «Риф-1»;
  - РЛС общего обнаружения МР-310 «Ангара-М»;
  - Гидроакустическая станция (ГАС) «Пегас-2»;
  - Командно-дальномерные посты СВП-42-50;
  - РЭБ типа «Бизань-4» и «Краб-12»;
  - Цепной охранитель от якорных контактных мин ЦОК-2-60;
- Авиационное вооружение
  - Один противолодочный вертолёт Ка-15[4] (код НАТО — «Hen»).

## Модернизация
Модернизация кораблей (к этому времени практически все они были переклассифицированы в БРК) проекта 57-Б по проекту 57-А проходила в 1960—1970 годы. Причиной к этому послужили крайне низкая эффективность и надёжность ракет КСЩ. Корабли проекта 57-А, лишённые всех элементов ПКРК КСЩ, даже получили новое кодовое обозначение НАТО — «Kanin».
Вместо комплекса ПКРК были установлены зенитно-ракетный комплексы (ЗРК) ближнего действия «Волна», заменены на более новые артиллерийские комплексы, реактивные бомбомёты и торпедные аппараты.
В результате этих изменений, полное водоизмещение корабля возросло на 300 тонн, а сами корабли были переклассифицированы в БПК.

### Вооружение
- Артиллерийские комплексы
  - Два четырёхствольных 57-мм автомата ЗИФ-75;
  - Четыре 30-мм спаренных зенитных автомата АК-230 с РЛС управления огнём МР-104 «Рысь»;
- Зенитно-ракетный комплекс
  - Одна зенитно-ракетная установка ЗРК «Волна» (на 32 ракеты) со станцией наведения «Ятаган»;
- Торпедно-минное вооружение
  - Два пятиствольных торпедных аппарата ТА-53-1134;
- Противолодочное вооружение
  - Три реактивные бомбомётные установки РБУ-6000 (под РГБ-60 снаряд);
- Радиолокационное вооружение
  - Боевая информационно-управляющая система (БИУС) «Планшет-57»;
  - РЛС обнаружения надводных целей «Дон» — 2 компл.;
  - РЛС общего обнаружения МР-310А «Ангара-М»;
  - РЛС управления артиллерийским огнём МР-105 «Турель»;
  - РЛС управления артиллерийским огнём МР-104 «Рысь»;
  - Гидроакустическая станция (ГАС) «МГ-332»;
  - Гидроакустическая станция ЗПС «МГ-26»;
  - Аппаратура поиска ПЛ по тепловому кильватерному следу МИ-110К и МИ-110Р;
  - Аппаратура РТР МРП 11-14 «Залив» и РЭБ типа «Краб 11-12»;
  - В период 1976-1977 годов на БПК «Жгучий» специалистами Московского НИИ ГЕОХИ проводились испытания новой разработки — аппаратуры поиска ПЛ по радиоактивному следу КОЛОС-МН,  КОЛОС-75 и КОЛОС-2000;
- Авиационное вооружение
  - Один противолодочный вертолёт Ка-25 (код НАТО — «Hormone»).

## Представители
Все корабли проекта 57 закладывались на трёх заводах:
- Завод № 190 ССЗ им. Жданова (Санкт-Петербург)[1] — 4 единицы;
- Завод № 199 ССЗ им. Ленинского Комсомола (Комсомольск-на-Амуре) — 1 единица (заложено 2 единицы, но один из кораблей был переформирован в энергетическое судно[6]);
- Завод № 445 ССЗ им. 61 Коммунара (Николаев) — 3 единицы.

| Название   | Завод                | №    | Закладка   | Спуск на воду | Ввод в строй | Флот    | Списание   |
| ---------- | -------------------- | ---- | ---------- | ------------- | ------------ | ------- | ---------- |
| «Гневный»  | ССЗ им. 61 коммунара | 1401 | 16.11.1957 | 30.11.1958    | 10.01.1960   | ЧФ, ТОФ | 08.04.1988 |
| «Гремящий» | ССЗ им. Жданова      | 771  | 25.02.1958 | 30.04.1959    | 30.06.1960   | СФ      | 02.10.1991 |
| «Упорный»  | ССЗ им. 61 коммунара | 1402 | 21.09.1958 | 14.10.1959    | 03.12.1960   | ТОФ     | 29.06.1993 |
| «Жгучий»   | ССЗ им. Жданова      | 772  | 23.06.1958 | 14.10.1959    | 23.12.1960   | СФ      | 30.07.1987 |
| «Гордый»   | ССЗ им. ЛенКома      | 90   | 11.05.1959 | 24.05.1960    | 06.02.1961   | ТОФ     | 30.07.1987 |
| «Бойкий»   | ССЗ им. 61 коммунара | 1403 | 02.04.1959 | 15.12.1959    | 26.06.1961   | СФ      | 09.02.1988 |
| «Зоркий»   | ССЗ им. Жданова      | 773  | 17.04.1959 | 30.04.1960    | 30.09.1961   | СФ      | 30.06.1993 |
| «Дерзкий»  | ССЗ им. Жданова      | 774  | 10.10.1959 | 04.02.1960    | 30.12.1961   | СФ      | 19.04.1990 |
| «Храбрый»  | ССЗ им. ЛенКома      | 91   | 1959       | 1961          | 1969         | ТОФ     | 1982       |

### ЭМ «Храбрый»
Девятый корабль серии был снят со строительства 1 июля 1963 года и законсервирован. С 25 января 1969 года «Храбрый» был переформирован в энергетическое судно «ЭНС-73».
11 марта 1982 года корабль был передан ВторЧерМету для демонтажа, однако затем его корпус был установлен на отмель в бухте Безымянная и был использован в качестве мишени.

### Монографии
- Апальков Ю. В. Эсминцы проектов 56, 57 бис и их модификации. — СПб.: Моркнига, 2009. — 228 с. — 1000 экз. — ISBN 978-5-903080-63-2.
- Васильев А. М. и др. СПКБ. 60 лет вместе с флотом. — СПб.: История корабля, 2006. — 304 с. — 1500 экз. — ISBN 5-903152-01-5.
- Кузин В. П., Никольский В. И. Военно-Морской флот СССР 1945-1991. — СПб.: Историческое Морское Общество, 1996. — 653 с.
- Платонов А. В. Советские миноносцы. — СПб.: Галея-Принт, 2003. — Т. 2. — 102 с. — ISBN 5-8172-0078-3.

### Справочная литература
- Апальков Ю. В. Корабли ВМФ СССР. Справочник в 4 томах. — СПб.: Галея Принт, 2003. — Т. II, часть I. Авианесущие корабли. Ракетно-артиллерийские корабли. — 124 с. — ISBN 5-8172-0080-5.
- Апальков Ю. В. Противолодочные корабли. — Моркнига. — М., 2010. — С. 147. — 310 с. — 1000 экз. — ISBN 978-5-903080-99-1.
- Коваленко В. А., Остроумов М. Н. Справочник по иностранным флотам. — М.: Военное издательство, 1971.
- Соколов А. Н. Расходный материал флота. Миноносцы СССР и России. — М.: Военная книга, 2007. — 48 с. — ISBN 978-5-902863-13-7.
- Conway’s All the World’s Fighting Ships, 1947—1995. — Annapolis, Maryland, U.S.A.: Naval Institute Press, 1996. — ISBN 1557501327.